# MC Молодой
Анто́н Кири́ллович Ио́нов, (21 февраля 1983, Москва, СССР — 18 июля 2009, Москва, Россия), более известный под псевдонимом MC Молодой или Tony P — российский рэп-исполнитель, бывший участник рэп-группы П-13 и посмертный — F.Y.P.M. и Кризис Рекордс.

## Биография
Родился 21 февраля 1983 года в Москве. В 1994 году переехал в Прагу. Там же в 1997 году, в возрасте 14 лет, начал заниматься рэпом.

### Начало творческого пути: Psycho MC’s
Под творческими псевдонимами Молодой и D. Bruto (позже Danny B., Berezin) представляют русский рэп из Центральной Европы. В 1999 году к ним присоединяется третий участник — Димак, с которым они записывают трек «Это мы!». Совместный проект решено назвать Psycho MC`s.
Изначально основную часть слушателей Psycho MC’s составляла интернет-аудитория. Продукция распространялась посредством Интернета, в первую очередь, для русскоговорящего населения. Однако парни не забывали, что проживают в Чешской Республике, в Центральной Европе, и стремились завоевать симпатии местной публики, выступая на всевозможных площадках Праги. Один из таких концертов стал важнейшим моментом в карьере группы. На очередном выступлении их увидел «крёстный отец» чешского хип-хопа Orion. Позже он рассказывал, что когда впервые услышал Psycho MC’s, то сразу понял, что парни смогут взойти на вершину чешской рэп-сцены.
Далее при поддержке Касты в России издаются первые композиции Psycho MC’s на сборнике Rap.Runet. Через год во вторую часть компиляции входит совместная песня Молодого и Влади под названием «Генерация». «Психи» завоёвывают всё больше поклонников и выходят на сборниках в разных городах и регионах России. О группе узнают люди, которые ранее не имели возможность познакомиться с их творчеством в интернете.
Psycho MC’s была одной из первых русских рэп-групп за рубежом, закрепившая свои позиции в мировой информационной паутине. Позднее таких команд появляется всё больше, и ребятам становится тесно в рамках сети. Они понимают, что для дальнейшего развития нужен сильный толчок.
С 1999 по 2001 уже записано множество неизданных треков, как сольных, так и в составе группы. В это время МС Молодой записал и выпустил свой дебютный мини-альбом «Возвращение»

### Увеличивающаяся популярность: П-13
В конце 2002 года в Прагу приезжает Лигалайз, один из самых культовых людей русского рэпа, который участвовал в коллективах Bad Balance, Bad B. Альянс, Легальный Бизне$$, а также был участником андеграунд-группы D.O.B..
Молодой и Danny B. (Berezin) знакомятся с Лигалайзом. Как говорится, их встреча была случайной, но судьбоносной. Общий интерес, рэп, был обнаружен на первой встрече. В атмосфере баттла рождается совместный трек «Без извинений». А через некоторое время Лигу впечатляет демоверсия песни «Психов» «Я знаю людей…» и, сумев различить «блеск новой звезды», он предлагает придумать к ней припев. В компьютере быстро накапливается масса интересного материала, и принимается решение записать полноценный альбом. Новый проект получает короткое и несложное название — «П-13». Это тринадцатый район Праги, где по соседству жили и творчески росли участники группы.
Подготовив материал, парни отправляются на студию в Москву, где до отъезда в Прагу работал Лига. Альбом берётся выпускать «свежеиспеченный» лейбл звукозаписи Интеллигентный Хулиган Productions под патронажем компании D&D Music. На студии DJ Shooroop заканчивает обработку и сведение тринадцати песен, которые вошли в альбом. Его назвали «Провокация» в честь одноимённого трека, в котором большинство слов начинаются на заглавную букву названия группы — «П».
В это время начинаются концерты в России. Одно из первых выступлений проходит в пятницу тринадцатого, в клубе «DownTown». Так же, в пятницу тринадцатого, сводится одна из самых сильных песен — «Я знаю людей…», на которую, через некоторое время, снимается клип.
К концу 2002 года альбом практически готов к изданию, но из-за нерешённых юридических вопросов он остаётся пылиться на полке весь следующий год. Группа не сидит без дела. Первым, по-настоящему, крупным выступлением нового проекта «Лигалайз и П-13» в Москве был концерт перед многотысячной аудиторией на «Стритболле». Из-за беспорядков их выступление перенесли на второй день фестиваля, и парням пришлось делить подмостки с дуэтом Тату. Затем прошёл концерт на первом фестивале «Наши люди». По словам очевидцев, это было незабываемое шоу, где «лигальные психи» сорвали овации публики, а во время песни «Я знаю людей…» зал озарился сотнями зажигалок.
Многочисленным выступлениям и росту популярности П-13 в Чехии и Словакии предшествовал релиз 18 апреля 2003 года крупнейшего рэп-сборника Восточной и Центральной Европы East Side Unia 3. Самая значительная компиляция региона собирает песни лучших групп из Чехии, Словакии, Польши, Хорватии, Венгрии.
Сборник East Side Unia уже в третий раз вышел под эгидой того самого Ориона, который в 90-х годах, увидев выступление Psycho MC’s, предвидел, что эти парни покорят Чехию. Встретившись с новыми треками от старых «психов», лидер PSH решил впервые представить на «восточном союзе» русский рэп. 2 июня 2003 года на независимом лейбле Terrorist Records вышла виниловая версия, которая продавалась и в России. Это событие вписало П-13 в историю российского рэпа, как первую группу, чьи треки были выпущены на виниле.
В рэп-сборку вошли сразу две композиции от П-13, которые являются одними из лучших на сборнике. Речь идёт о мощнейших хитах, самых горячих треках П-13: «Я знаю людей…» с продакшеном Молодого и «Пражские будни» / «Паровозы, колёса, дороги» от российского ветерана — DJ L.A.
В сентябре 2003 года завершена работа над клипом «Я знаю людей…». Специально для эфира была сделана «чистая» версия песни и с октября 2003 началась ротация видеоклипа на «MTV Russia».
В конце 2003 года пришло время официального релиза альбома «Провокация». 13 декабря состоялась презентация долгожданного диска в развлекательном комплексе «Арлекино» при участии таких гостей как: Каста,Ю.Г., Децл и других. 17 декабря «Лигалайз и П-13» выступили на втором фестивале «Наши люди». На этот раз концерт прошёл в огромной зале спорткомплекса «Лужники», где «гвоздём программы» была легендарная американская группа Onyx.
Несколько месяцев спустя после подведения итогов «Hip-Hop.Ru Awards 2003» официальные представители заявили, что проект «Лигалайз и П-13» занял первые позиции в двух номинациях: «Лучший альбом года», «Лучший дебют года» и вторую позицию в номинации «Лучший клип года».
После успешного релиза в России группа принимает решение издать альбом «Провокация» и в Чехии. 21 марта во Всемирный день поэзии, на лейбле Maddrum Records выходит CD с новым буклетом на чешском языке. В творчестве П-13 начинается новый этап, альбом распространяется в Чехии и Словакии. Презентации проходят в крупнейших городах Чешской Республики: Прага, Брно и Пардубице.
Молодой сразу предупреждает, что «о распаде группы особо не надо спрашивать, к рэпу это мало имеет отношения».

### Молодой наносит новый удар: Tony P. (F.Y.P.M.)
В 2005 году 5 Плюх, с приездом МС Молодого после распада П-13, принимает решение о создании лейбла и одноимённого коллектива F.Y.P.M. (Fuck You Pay Me), под которым планируются к выпуску как сольные альбомы, так и совместные проекты, работа над которыми велась с бурной активностью.
Один из тех, с кем Антон сотрудничает и общается наиболее плотно — московский ди-джей — DJ Nik-One. 5 Плюх — ещё один единомышленник Молодого в творчестве и спутник на всевозможных тусовках. Бдущем альбоме приятеля, он отмечает разноплановость материала, где рядом с падоночьими «дразнилками», так Молодой называл диссы, находятся треки, в которых Молодой «даёт романтика».
В баттлах появляется состязательный момент, просыпается азарт. На самом деле если копнуть историю хип-хопа, то он и начался с баттлов. В России тоже набирает обороты эта тема. Я тоже поучаствовал недавно. Нет, не в интернете, нормальный фристайл-баттл. Интернет это так, извращенная версия этого явления. Хотя в этом есть что-то своё, но это относительно далеко от понятия «баттл». Это конкурс, а не баттл. В нормальном баттле играет роль не только то, что ты можешь написать, придумать, но и насколько ты устойчив психологически, готов ли выйти и здесь и сейчас убрать оппонента по технике, словарным запасом. Так или иначе нужно импровизировать уметь.
— говорил Молодой о «дразнилках».

### Последние годы
В 2006—2009 годы Молодой записывает совместные треки с такими рэп-исполнителями, как Slim, Смоки Мо, Паук, Стриж.
Зимой 2008 года вместе с Obe 1 Kanobe создаёт объединение Кризис Рекордс, в который, кроме них, входят Тато и группы Digital Squad и Supreme Playaz. Начинается работа над микстейпом на разных студиях звукозаписи.
В апреле 2009 года вышел клип на совместную композицию МС Молодого и Смоки Мо «Игра в реальную жизнь» при участии DJ Nik-One. В массовке снялись Баста, Децл, Slim, Птаха, ST, L'One, DJ Dlee, Mezza Morta, 5 Плюх, Лион, Тато, Loc-Dog, Хамиль, Джиган, Купэ, Грубый Ниоткуда, Obe 1 Kanobe, Nel.
.
Весной 2009 года МС Молодой сообщил о своём возвращении в группу П-13, а уже летом он договаривается с главой лейбла Corona Records о перезаписи и выпуске микстейпа объединения Кризис Рекордс. Формируется основной состав «Кризиса», куда вошли такие МС, как Грубый Ниоткуда, МС Молодой aka Tony P., Rezo aka Spliff Blazer, Slim (группа P.R.) и Obe 1 Kanobe. Началась запись микстейпа Кризис Рекордс.

### Смерть
29 июня 2009 года в интернете была опубликована информация о том, что MC Молодой пропал без вести. Друзья заявили в милицию о пропаже рэп-исполнителя. Последний раз его видели 15 июня в Москве (около 18:00 в районе Щёлковского шоссе на пересечении с МКАД).
18 июля труп МС Молодого был доставлен в морг. Смерть произошла от остановки сердца. Одна из возможных причин — героиновая зависимость, которую рэпер не скрывал. Поскольку документов Антон при себе не имел, всё это время родные и близкие продолжали его поиски.
4 августа друзья и поклонники творчества простились с Антоном в морге Городской клинической больницы №57. После чего прошла траурная процессия до Введенского кладбища, где был погребён Антон (5 участок).
13 ноября 2009 года (пятница, 13-е) прошёл Вечер памяти MC Молодого, где выступили Berezin, Лигалайз, Legion, 5 Плюх, Mezza Morta, Смоки Мо, Bess, Check, группа Centr, Rena, группа Digital Squad, Obe 1 Kanobe, Грубый Ниоткуда и многие другие. Все деньги с концерта были направлены на памятник MC Молодому и на поддержку его младшей сестры.
В 2009 году вышел трибьют-альбом «П-13. Провокация Mixtape». Куплеты МС Молодого с альбома 2003 года перечитали другие российские рэперы: Крипл, Berezin, Лигалайз, Смоки Мо, Децл, 5 Плюх, D.masta, Mezza Morta и Legion.
9 февраля 2014 года состоялся релиз мини-альбома объединения Кризис Рекордс под названием «Поворотный пункт», а уже 21 февраля вышел посмертный сольный альбом Антона «Я говорю только тру», в котором приняли участие такие артисты, как 5 Плюх, Грубый Ниоткуда, DJ Nik-One и другие.

## Дискография

### Сольные альбомы
- 2001 — Возвращение
- 2014 — Я говорю только тру
- 2021 — Неизвестный Кризис

### Микстейпы
- 2005 — Freestyles
- 2015 — Purple Taliban
- 2023 — 1983

### Коллаборации

#### Psycho MC’s
- 2001 — Генерация

#### П-13
- 2003 — Провокация (совместно с Лигалайзом)
- 2004 — Remix album (совместно с Лигалайзом и Da Boogie DJ’s)
- 2009 — Провокация (mixtape) (трибьют МС Молодому)

#### Кризис Рекордс
- 2011 — Свидетели не мы (EP)
- 2014 — Поворотный пункт (EP)

#### F.Y.P.M.
- 2011 — Pay Day

### Синглы
- 2003 — Лигалайз и П-13 — «Я знаю людей…»
- 2005 — MC Молодой, 5 Плюх, Паук — «Хищники»
- 2009 — MC Молодой, Смоки Мо — «Игра в реальную жизнь»

## Видеография
- «Я знаю людей…» (feat. Лигалайз)
- «Всё х#ёво» (feat. Тато, Rezo, Грубый Ниоткуда)
- «Детишки» (feat. Грубый Ниоткуда, Obe 1 Kanobe, Тато)
- «Любители адреналина» (feat. 5 Плюх, DJ Nik-One)
- «Игра в реальную жизнь» (feat. Смоки Мо, DJ Nik-One)
- «Игра в реальную жизнь» (feat. Смоки Мо, DJ Nik-One; Drum Pirate remix)
- «Братский коннект» (Смоки Мо, Avatar Young Blaze, Berezin, Legion / памяти MC Молодого)